# INSPIRE
INSPIRE (acronimo per INfrastructure for SPatial InfoRmation in Europe - Infrastruttura per l'Informazione Territoriale in Europa) è un progetto della Commissione europea con l'obiettivo di realizzare infrastrutture di dati territoriali nella Comunità europea.
INSPIRE è una Direttiva (2007/2/EC del 14 marzo 2007) del Parlamento europeo e del Consiglio con l'obiettivo di essere un supporto alla stesura di politiche che possono avere un impatto diretto o indiretto sull'ambiente. INSPIRE si basa sulla interoperabilità delle infrastrutture di dati spaziali creati dagli stati membri.
Questa direttiva europea è entrata in vigore il 15 maggio 2007.
In Italia è stata recepita con il D.Lgs. 32/2010 recante "Attuazione della direttiva 2007/2/CE, che istituisce un'infrastruttura per l'informazione territoriale nella Comunità europea (INSPIRE)"

## Obiettivi
L'intenzione è di creare un quadro giuridico per la realizzazione e l'attivazione di un'infrastruttura per l'informazione territoriale in Europa, al fine di formulare, attuare, monitorare e valutare le politiche comunitarie a vari livelli e di fornire informazioni ai cittadini.
Tra gli obiettivi principali della direttiva INSPIRE figura la possibilità di rendere disponibile
una quantità di dati maggiore e di qualità più elevata ai fini dell'elaborazione delle politiche
comunitarie e della loro attuazione negli Stati membri a qualsiasi livello. La direttiva è
incentrata in particolare sulla politica ambientale, ma in futuro ci si aspetta che possa essere estesa ad altri settori come l'agricoltura, i trasporti e l'energia.

## Cosa prevede la Direttiva
Ogni Stato dell'Unione europea deve implementare una sua Infrastruttura di Dati Territoriali nazionale, coordinando quelle di livello sub-nazionale.
Ogni Infrastruttura di Dati Territoriali nazionale costituirà un "nodo" dell'Infrastruttura europea, e dovrà mettere a disposizione dati geografici, metadati e servizi:
- dati geografici: sono quelli indicati negli allegati della direttiva, suddivisi per categorie; i primi in ordine di priorità saranno: sistemi di coordinate, sistemi di griglie geografiche, nomi geografici (toponimi), unità amministrative, indirizzi, particelle catastali, reti di trasporto, idrografia, siti protetti
- metadati: dovranno riguardare sia i dati che i servizi
- servizi (art. 11): si intendono web service e applicazioni informatiche per la ricerca dei dati disponibili (attraverso i relativi metadati, es. Catalogue Service), per la consultazione (es. Web Map Service), per lo scarico di copie di dati (es. Web Feature Service), per la conversione (es. Coordinate Transformation), nonché servizi per richiamare altri servizi (service chain).

I servizi di ricerca e di navigazione dovranno essere gratuiti (art. 14, comma 1), ma i singoli Stati potranno legiferare altrimenti, permettendo eventualmente che vengano applicate delle tariffe.
Ogni Stato membro dovrà inoltre fornire l'accesso ai servizi attraverso il geoportale INSPIRE. È facoltà dei singoli Stati realizzare o meno dei geoportali nazionali (art. 15, comma 2).

## Implementing Rules
INSPIRE prevede che, nel periodo 2006-2008, vengano definite le regole per realizzare le Infrastrutture di Dati Territoriali nei vari paesi dell'Unione europea.
Queste regole sono dette Implementing Rules e sono finalizzate all'interoperabilità dei servizi ed all'armonizzazione delle informazioni geografiche in ambito europeo.
Si tratta di documenti che faranno riferimento (non sono ancora state pubblicate) a standard e specifiche tecniche, e che verranno definiti anche a partire dalle esperienze di infrastrutture di dati territoriali già realizzate.
Tra gli standard considerati ci sono principalmente quelli del ISO/TC211 e dell'Open Geospatial Consortium.
Le bozze di Implementing Rules per INSPIRE (metadata, data specification, network service, data sharing, monitoring and reporting) sono in corso di pubblicazione.

## Recepimento della Direttiva Inspire
La Direttiva INSPIRE è stata recepita nell'ordinamento italiano con il decreto legislativo 27 gennaio 2010, n. 32 con cui è stata istituita in Italia, l’Infrastruttura nazionale per l’informazione territoriale e del monitoraggio ambientale, quale nodo dell’infrastruttura comunitaria.
Il Ministero dell’ambiente e della tutela del territorio e del mare è autorità competente per l’attuazione del D.Lgs. 32/10 e presso il Ministero è istituito il National Contact Point per la Direttiva INSPIRE.
Per quanto riguarda il Geoportale Nazionale (www.pcn.minambiente.it), l’art. 8 del D. Lgs. 32/2010 stabilisce che:
- il Geoportale Nazionale consente ai soggetti interessati, pubblici e privati, di avere contezza della disponibilità dell’informazione territoriale e ambientale;

- il Geoportale Nazionale è punto di accesso per le finalità della Direttiva INSPIRE, per il livello nazionale: